# 1862.
◄ | 18. stoljeće | 19. stoljeće | 20. stoljeće | ►
◄ | 1830-ih | 1840-ih | 1850-ih | 1860-ih | 1870-ih | 1880-ih | 1890-ih | ►
◄◄ | ◄ | 1859. | 1860. | 1861. | 1862. | 1863. | 1864. | 1865. | ► | ►►
Arhitektura • Astronomija • Biologija • Fotografija • Glazba • Kazalište • Kemija • Kiparstvo • Knjige • Književnost • Kršćanstvo • Meteorologija • Medicina • Planinarstvo • Politika • Pravo • Promet • Slikarstvo • Šport • Znanost • Željeznički promet

## Događaji
- 1. ožujka – izlazi prvi broj zadarskog "Narodnog lista", najstarije živuće hrvatske novine
- Pavao Štoos imenovan je zagrebačkim kanonikom

## Rođenja

### Travanj – lipanj
- 14. travnja – Pjotr Stolipin, ruski političar († 1911.)
- 19. travnja – Janko Ibler, hrvatski publicist i književni kritičar († 1926.)
- svibanj - Lilian Sheldon, engleska zoologinja († 1942.)
- 15. svibnja – Arthur Schnitzler, austrijski književnik († 1931.)
- 27. lipnja – Janez Puh, slovenski izumitelj († 1914.)

### Srpanj – rujan
- 2. srpnja – William Henry Bragg, engleski fizičar († 1942.)
- 14. srpnja – Gustav Klimt, austrijski slikar († 1918.)
- 22. kolovoza – Claude Debussy, francuski skladatelji († 1918.)
- 25. kolovoza – Louis Barthou, francuski političar i ministar († 1934.)
- 2. rujna – Franjo Krežma, hrvatski skladatelj († 1881.)

### Listopad – prosinac
- 10. prosinca – Srećko Albini, hrvatski skladatelj i dirigent († 1933.)

## Smrti

### Siječanj – ožujak
- 9. siječnja – Paulina Jaricot, francuska misionarka (* 1799.)
- 18. siječnja – John Tyler, 10. predsjednik SAD-a (* 1790.)
- 27. veljače – Gabrijel od Žalosne Gospe, talijanski svetac (* 1838.)
- 22. ožujka – Pavao Kolarić, hrvatski isusovac (* 1837.)
- 30. ožujka – Pavao Štoos, svećenik pjesnik i narodni preporoditelj (* 1806.)

### Travanj – lipanj
- 25. svibnja – Johann Nestroy, austrijski književnik i glumac (* 1801.)

### Srpanj – rujan
- 24. srpnja – Martin Van Buren, 8. predsjednik SAD-a (* 1782.)
- 24. rujna – Anton Martin Slomšek, slovenski biskup, blaženik (* 1800.)

## Vanjske poveznice
|  | Zajednički poslužitelj ima još gradiva o temi 1862. |